# Victor Zilberman
Victor Zilberman (n. 20 septembrie 1947, București, România) este un pugilist evreu român, laureat cu bronz la Montreal 1976.

## Biografie

### Palmares în România
Victor Zilberman a câștigat titlul de campion național al categoriei semimijlocie în anii 1968, 1969, 1970, 1971, 1972, 1973 și 1974, iar la mijlocie mică în anul 1975.
În anii 1975 și 1976 a fost câștigător al turneului internațional „Centura de Aur”. 
A fost vicecampion european în anul 1969 la București (fiind învins în finală de vest-germanul Günther Meier) și în 1975 la Katowice (fiind învins de finlandezul Kalewy). A participat și la Europenele din 1971 de la Madrid. A participat la olimpiadele din anii 1968 (Ciudat de Mexico), 1972 (München) și 1976 (Montreal), unde a câștigat medalia de bronz, fiind învins în semifinale de Jochen Bachfeld (RDG).
După terminarea Olimpiadei din 1976 de la Montreal, sportivul Victor Zilberman a cerut azil politic în Canada, unde s-a stabilit.

### În exil
Ajuns în Canada a urmat cursurile Universității Lakehead luând diploma de licență în 1977, apoi în 1979 a luat masteratul în educație comparată la Universitatea McGill, iar în 1991 a luat doctoratul în științele educației la Universitatea din Montreal. În 1985 obținuse și o diplomă în administrarea sportului, la Universitatea Concordia, la care activa din 1977 ca antrenor la lupte. În această calitate, a adus echipa de lupte a universității la obținerea de șase titluri de campion național și 65 de medalii de aur la Campionatele Interuniversitare Canadiene și cinci medalii de campion mondial, una dintrea acestea fiind câștigată de fiul său, David.
A fost membru al echipei de antrenori canadieni pentru patru olimpiade și mai multe campionate mondiale.
Timp de peste 35 de ani, a lucrat ca profesor de educație fizică la Colegiul Vanier din Montreal.

### Distincții
- De trei ori a fost declarat „Antrenorul anului” pentru toate sporturile în Quebec,[5]
- A fost prima persoană care a câștigat de 10 ori Petro-Canada Coaching Excellence Award,[5]
- În 1998 a fost înscris în „Hall of Fame” al Universității Concordia pentru realizările constructive în sport,[5]
- În 2008 a fost înscris în „Hall of Fame” al Commonwealth Amateur Wrestling Association (CAWA),[5]
- În 2012 a primit Premiul Geoff Gowan,[5]

## Alte articole
- Lista medaliaților olimpici la box